# Skyttetrofén
Le trophée Skyttetrofén est un trophée de hockey sur glace remis annuellement à un joueur du hockey sur glace suédois.
Il récompense la personnalité avec le meilleur résultat global exprimé en points (but + assistance). Le prix est décerné depuis la saison 1956/1957. le Skyttetrofén a été sponsorisé par plusieurs entreprises et organisations différentes au fil des années.

## Sponsors
| Saison    | Nom                       | Sponsor             |
| --------- | ------------------------- | ------------------- |
| 1956-1982 | Skyttetrofén              | Firma Gillberg & Co |
| 1982-1989 | Saabs Skyttetrofé         | Saab                |
| 1989-1990 | VAG:s Skyttetrofé         | VAG                 |
| 1990-2001 | Saabs Skyttetrofé         | Saab                |
| 2001-2003 | Ford:s Skyttetrofé        | Ford                |
| 2003-     | Svenska Spels Skyttetrofé | Svenska Spel        |

## Palmarès
| Saison    | Récompense             | Club               |                        |
| --------- | ---------------------- | ------------------ | ---------------------- |
| 2014/2015 | Derek Ryan             | Örebro HK          | Drapeau des États-Unis |
| 2013/2014 | Pär Arlbrandt          | Linköpings HC      | Drapeau de la Suède    |
| 2012/2013 | Bud Holloway           | Skellefteå AIK     | Drapeau du Canada      |
| 2011/2012 | Robert Rosén           | AIK                | Drapeau de la Suède    |
| 2010/2011 | Joakim Lindström       | Skellefteå AIK     | Drapeau de la Suède    |
| 2009/2010 | Mats Zuccarello Aasen  | Modo Hockey        | Drapeau de la Norvège  |
| 2008/2009 | Per-Åge Skrøder        | Modo Hockey        | Drapeau de la Norvège  |
| 2007/2008 | Tony Mårtensson        | Linköpings HC      | Drapeau de la Suède    |
| 2006/2007 | Fredrik Bremberg       | Djurgårdens IF     | Drapeau de la Suède    |
| 2005/2006 | Andreas Karlsson       | HV71               | Drapeau de la Suède    |
| 2004/2005 | Henrik Zetterberg      | Timrå IK           | Drapeau de la Suède    |
| 2003/2004 | Magnus Kahnberg        | Västra Frölunda HC | Drapeau de la Suède    |
| 2002/2003 | Mikael Karlberg        | Leksands IF        | Drapeau de la Suède    |
| 2001/2002 | Ulf Söderström         | Färjestads BK      | Drapeau de la Suède    |
| 2000/2001 | Kristian Huselius      | Västra Frölunda HC | Drapeau de la Suède    |
| 1999/2000 | Juha Riihijärvi        | Malmö IF           | Drapeau de la Suède    |
| 1998/1999 | Jan Larsson            | Brynäs IF          | Drapeau de la Suède    |
| 1997/1998 | Stig Larsson           | Djurgårdens IF     | Drapeau de la Finlande |
| 1996/1997 | Ville Peltonen         | Västra Frölunda HC | Drapeau de la Finlande |
| 1995/1996 | Juha Riihijärvi        | Malmö IF           | Drapeau de la Finlande |
| 1994/1995 | Esa Keskinen           | HV71               | Drapeau de la Finlande |
| 1993/1994 | Raimo Helminen         | Malmö IF           | Drapeau de la Finlande |
| 1992/1993 | Håkan Loob             | Färjestads BK      | Drapeau de la Suède    |
| 1991/1992 | Håkan Loob             | Färjestads BK      | Drapeau de la Suède    |
| 1990/1991 | Håkan Loob             | Färjestads BK      | Drapeau de la Suède    |
| 1989/1990 | Robert Burakovsky      | AIK                | Drapeau de la Suède    |
| 1988/1989 | Lars-Gunnar Pettersson | Luleå HF           | Drapeau de la Suède    |
| 1987/1988 | Bo Berglund            | AIK                | Drapeau de la Suède    |
| 1986/1987 | Glenn Johansson        | Södertälje SK      | Drapeau de la Suède    |
| 1985/1986 | Glenn Johansson        | Södertälje SK      | Drapeau de la Suède    |
| 1984/1985 | Conny Silfverberg      | Brynäs IF          | Drapeau de la Suède    |
| 1983/1984 | Dan Labraaten          | Leksands IF        | Drapeau de la Suède    |
| 1982/1983 | Håkan Loob             | Färjestads BK      | Drapeau de la Suède    |
| 1981/1982 | Per Lundqvist          | Modo Hockey        | Drapeau de la Suède    |
| 1980/1981 | Mats Näslund           | Brynäs IF          | Drapeau de la Suède    |
| 1979-1980 | Anders Steen           | Färjestads BK      | Drapeau de la Suède    |
| 1978/1979 | Anders Kallur          | Djurgårdens IF     | Drapeau de la Suède    |
| 1977/1978 | Martin Karlsson        | Skellefteå AIK     | Drapeau de la Suède    |
| 1976/1977 | Mats Åhlberg           | Leksands IF        | Drapeau de la Suède    |
| 1975/1976 | Kent Nilsson           | Djurgårdens IF     | Drapeau de la Suède    |
| 1974/1975 | Dan Söderström         | Leksands IF        | Drapeau de la Suède    |
| 1973/1974 | Lars-Göran Nilsson     | Brynäs IF          | Drapeau de la Suède    |
| 1972/1973 | Tord Lundström         | Brynäs IF          | Drapeau de la Suède    |
| 1971/1972 | Ulf Sterner            | Färjestads BK      | Drapeau de la Suède    |
| 1970/1971 | Lars-Göran Nilsson     | Brynäs IF          | Drapeau de la Suède    |
| 1969/1970 | Tord Lundström         | Brynäs IF          | Drapeau de la Suède    |
| 1968/1969 | Lars-Göran Nilsson     | Brynäs IF          | Drapeau de la Suède    |
| 1967/1968 | Tord Lundström         | Brynäs IF          | Drapeau de la Suède    |
| 1966/1967 | Hans Lindberg          | Brynäs IF          | Drapeau de la Suède    |
| 1965/1966 | Håkan Wickberg         | Brynäs IF          | Drapeau de la Suède    |
| 1964/1965 | Leif Öhrlund           | Västerås IK        | Drapeau de la Suède    |
| 1963/1964 | Håkan Wickberg         | Brynäs IF          | Drapeau de la Suède    |
| 1962/1963 | Ronald Pettersson      | Västra Frölunda IF | Drapeau de la Suède    |
| 1961/1962 | Lars-Eric Lundvall     | Västra Frölunda IF | Drapeau de la Suède    |
| 1960/1961 | Sven Tumba Johansson   | Djurgårdens IF     | Drapeau de la Suède    |
| 1959/1960 | Carl-Göran Öberg       | Gävle GIK          | Drapeau de la Suède    |
| 1958/1959 | Sven Tumba Johansson   | Djurgårdens IF     | Drapeau de la Suède    |
| 1957/1958 | Ronald Pettersson      | Södertälje SK      | Drapeau de la Suède    |
| 1956/1957 | Sven Tumba Johansson   | Djurgårdens IF     | Drapeau de la Suède    |